# Hôtel de ville de Givry
L'hôtel de ville de Givry est un hôtel de ville situé sur le territoire de la commune de Givry dans le département français de Saône-et-Loire et la région Bourgogne-Franche-Comté. Malgré le déménagement de la mairie dans d'autres locaux, cette salle est toujours utilisée pour les réunions du conseil municipal et les célébrations de mariages.

## Historique
Il fait l'objet d'un classement au titre des monuments historiques depuis le 31 octobre 1931.